# Union sportive de Mer
 (avril 2024).
Si vous disposez d'ouvrages ou d'articles de référence ou si vous connaissez des sites web de qualité traitant du thème abordé ici, merci de compléter l'article en donnant les références utiles à sa vérifiabilité et en les liant à la section « Notes et références ».
Maillots
| \| Mer \| Le club est basé à Mer. |
| Mer                               |

L'Union sportive de Mer est un club de football basé à Mer (Loir-et-Cher) et fondé en 1969. L'US Mer évolue actuellement en Régional 3. Dans les années 1980, l'US Mer passe six saisons en division nationale. Le président de l'US Mer est Patrick Chevet depuis 2016.

## Histoire

### Fusion (1969)
En 1969, la Méroise et l'Étoile Saint-Hilaire, deux équipes de première division du district du Loir-et-Cher, fusionnent. L'US Mer nait et est autorisé à débuter en Promotion de Ligue (PL).

### L'ascension (1969-1980)
Avant de faire monter plusieurs clubs en deuxième division, puis de poursuivre sa carrière à l'étranger, Alain Michel commence sa carrière d'entraîneur à Mer. Il prend l'équipe en Promotion d'Honneur (PH) en 1977. L'équipe monte progressivement dans les divisions supérieures et, le 10 mai 1981, va faire un bon résultat chez un club de la région parisienne. Cela lui assure la deuxième place de son groupe, et de monter en troisième division nationale.

### Divisions nationales (1980-1986)
Les Mérois terminent à la neuvième place du groupe Centre-Ouest de Division 3 1981-1982, mais échouent à la quinzième place la saison suivante. Alain Michel quitte alors Mer et c'est Jean-Marc Pernom qui prend sa succession.
L'ancien Stéphanois, vainqueur de la Coupe Gambardella en 1970 avant de longtemps porter les couleurs de l'AAJ Blois, n'a que quelques kilomètres à faire pour rejoindre son nouveau club. Après trois saisons en Division 4, le club plonge jusqu'à retrouver la promotion de ligue.

### Six saisons en DH (1998-2004)
Le club voit alors arriver une nouvelle génération de jeunes joueurs talentueux. Ceux-ci font rapidement remonter l'équipe, même si la Ligue du Centre crée la Division d'Honneur Régionale (DHR) au milieu de l'ascension. Il leur faut passer par cette nouvelle division avant de retrouver la DH, l'élite régional, et d'y rester jusqu'en 2004.

### Rechute (2004-2012)
Après avoir joué son dernier match de DH en mai 2004, l'US Mer est relégué en DHR puis en PH l'année d'après. C'est alors qu'en 2005, Patrick Chevet succède à Ludovic Bourgoin en tant qu'entraîneur de l'équipe première. Malheureusement, à la fin de la saison 2005-2006, l'US Mer descend et se retrouve à nouveau en PL au départ de la saison 2006-2007.
En 2009, Frédéric Roca prend la gestion de l'équipe première.
Si les Mérois évoluent toujours en PL, cinq saisons plus tard, on les retrouve en tête de leur poule, après neuf journées de championnat. À la fin de la saison, l'US Mer réussit à accéder à la Promotion d'Honneur en terminant troisième de sa poule après avoir été en tête pendant la majorité de la saison. En se dotant d'un projet club ambitieux mais aussi d'un complexe sportif de qualité, le club ne souhaite pas s'arrêter là et compte continuer son ascension.

### Remontée en PH puis stagnation (2012-2020)
Après quatorze des 22 journées de championnat, Mer occupe la première place de sa poule de PH à égalité avec l'US Beaugency. Les Mérois n'ont alors subi que trois défaites cette saison, dont deux contre Beaugency. L'équipe manque finalement la montée d'un point.
Lors de la saison 2012-2013, la dernière de Frédéric Roca, les Rouges et Blancs remporte la Coupe du Loir-et-Cher en gagnant 2-0 face au Vineuil SF mais rate la montée en DHR de peu.
L'US Mer se remet au travail pour garder une équipe compétitive et retenter sa chance. Frédéric Roca échange son poste avec l'entraîneur des U19, Ludovic Dulac. C'est à ce dernier que revient donc la tâche de franchir cette dernière marche vers la DHR. Et pour ce faire, Mer effectue un recrutement de haut niveau à l'échelle départementale et fait clairement partie des favoris.
Les deux saisons de Michael Labbé voient les Mérois terminer deux fois à la 3e place du classement, passant de justesse à côté de la montée. La première saison, ils ne leur manquent qu'un seul petit point sur le 2e. Lors de la saison 2015-2016, ils comptent autant de points que le 2e, Azay-Cheillé SC. La montée se joue donc au goal average : les Mérois ont une différence de buts moins élevée que les Ridellois et par conséquent la montée leur échappe, ils devront encore attendre avant de monter dans la division supérieure.
À l’été 2017, Benjamin Fourage, ancien entraîneur des U19 de Saint-Pryvé Saint-Hilaire FC, prend en charge l’équipe. Malheureusement, après une bonne première partie de saison, les Mérois s'éloigent de la montée durant la seconde partie en prenant seulement 17 points sur les 33 points possibles en 11 matchs de phase retour.
Lors de la saison 2018-2019, les Mérois réussissent à garder la grande majorité de leur jeune effectif. Ils vont cependant réaliser une saison moyenne faute d'expérience. Mais l'US Mer réussit un beau parcours en Coupe du Loir-et-Cher en se hissant jusqu'en finale contre l'AS Contres, équipe de Régional 1.
La pré-saison 2019-2020 est marquée par un effectif plus large avec notamment l’arrivée de nombreux joueurs évoluant au meilleur niveau départemental ou en régional dont certains joueurs ayant déjà joué au club en jeunes ou en séniors il y a quelques années. La saison est arrêtée prématurément en raison de la pandémie de Covid-19 en France laissant les Mérois à la 5ème place à 10 points de la deuxième place après avoir joué 15 matchs sur 22.

### Une nouvelle ère (2020-2022)
Après 3 saisons, Benjamin Fourage est remplacé par un duo d'entraîneurs. L'US Mer nomme ainsi Pedro Bompastor, ancien joueur du club et grand frère de Sonia Bompastor, et Florent Feuillet, qui a joué avec les équipes jeunes et séniors de l'USM avant de les entraîner et qui était le coach des U18, à la tête de l'équipe fanion qui évolue en Régional 3 au départ de la saison 2020-2021. Une grande majorité de l'effectif de l'équipe première quitte le club, pour les remplacer, l'US Mer réalise un bon recrutement en s'appuyant sur de jeunes joueurs qui arrivent du meilleur niveau départemental ou régional dont certains ont même joué en U17 National avec le Blois Foot 41 ainsi que d'anciens Mérois revenant après avoir évolué à des niveaux supérieurs. Après un début de saison compliqué (élimination en Coupe de France contre une équipe de 1ère division départementale et 2 défaites lors des 2 premiers matchs de Régional 3), les Mérois se reprennent avec deux larges victoires: 5-2 en Coupe du Centre-Val de Loire puis 5-3 lors de la 3ème journée de championnat et sont classés à la 8ème place sur 13. Malheureusement, la saison est de nouveau interrompue dès Novembre par la Pandémie de Covid-19 en France et, le 24 Avril 2021, la FFF décide de mettre un terme aux championnats amateurs et décrète une saison blanche.
Le club commence la saison 2021-2022 avec l'ambition de monter et de bien figurer dans les différentes coupes. L'effectif est légèrement renforcé avec le retour d'anciens joueurs du club et très peu de départs. L'équipe réalise un très bon départ, 6 victoires en 6 matchs en championnat, élimination face à Châteauneuf-sur-Loire US (N3) au 3ème tour de Coupe de France et Montargis USM (N3) en 32èmes de finale de Coupe du Centre-Val de Loire en ayant plus que rivalisé avec ces deux équipes évoluant trois divisions supérieures à celle des Mérois. La très bonne saison continue et on commence à penser au titre pour l'équipe qui est 1ère depuis la 4ème journée. Le club valide la montée à deux journées de la fin du championnat et est sacré lors du dernier match au terme d'une saison réussie avec 15 victoires en 22 matchs. Le club retrouve enfin le Régional 2 après 18 saisons d'attentes.

### Retour en Régional 2 (depuis 2022)
L'entraîneur Florent Feuillet quitte le club en champion pour partir à l'étranger, lui qui avait signé pour deux saisons. Il est remplacé par Emilien Silva, adjoint de la réserve du Blois Foot 41 évoluant en Régional 1, associé toujours à Pedro Bompastor qui poursuit l'aventure en tant que responsable technique.
En début de saison, le club réussit à atteindre le 4ème tour de la Coupe de France. En R2 l'apprentissage de ce nouveau championnat se révèle compliqué pour un groupe peu expérimenté où seule une poignée de joueurs a déjà évolué à ce niveau. Malgré des prestations encourageantes, l'équipe enchaîne les courtes défaites et les matchs nuls et stagne alors dans les premières places relégables. Les parcours en coupes ne sont guère mieux avec deux éliminations face à des clubs de division inférieure. Au retour de la trêve hivernale, l'USM réalise trois victoires d'affilée lui permettant de revenir sur les équipes de la première partie du classement dans une poule très serrée où rien n'est joué. Malgré quelques défaites sur la phase retour, l'équipe prend des points importants pour se maintenir alors qu'il y a cinq descentes cette saison-là. A cinq journées de la fin, la course au maintien tient tout son suspense. L'US Mer obtient finalement son maintien en fin de saison avec quatre victoires sur les cinq rencontres restantes. L'objectif fixé en début de saison est donc rempli, l'US Mer est maintenu pour son retour en Régional 2.
La saison 2023-2024 ressemble fortement à la précédente, d'abord du point de vue de l'effectif avec très peu de départs et d'arrivées dans un groupe toujours jeune, mais aussi du scénario car avec cinq descentes le maintien a été acquis tardivement. Les Mérois ont réalisé une saison avec des résultats presque identiques en terminant à nouveau à la 5ème place, avec un léger progrès puisqu'ils ont clôturé cet exercice avec deux points supplémentaires par rapport à 2022-2023. Pedro Bompastor quitte le club à la fin de la saison et Emilien Silva prend son rôle de responsable séniors.
Le club voit la saison 2024-2025 comme la fin d'un cycle, d'abord en R2, où l'équipe paye notamment son manque d'efficacité offensive et termine à l'avant-dernière place synonyme de descente après trois saisons au deuxième niveau régional. Mais aussi avec Emilien Silva où l'aventure s'arrête le 10 Mars 2025 suite à des différents en interne, il est remplacé jusqu'à la fin de saison par Vincent Meiarin Dit Méorini, éducateur sur les catégories jeunes salarié au club depuis l'été 2022. Le club finit tout de même la saison sur une bonne note en remportant la huitième Coupe de Loir-et-Cher de son histoire sur le score de 2-0 contre Chouzy-Onzain AS (R3), en plus des Coupes Départementales gagnées par les U11 et les U13 qui récompensent l'excellent travail réalisé sur la formation méroise.

## Logo

1969-2014
Depuis 2014

## Palmarès

### Titres et trophées
- DH Centre
  - Champion : 1980[12]
- Coupe de Loir-et-Cher (8)
  - Vainqueur : 1977, 1978, 1980, 1987, 1998, 2000, 2013 et 2025

### Bilan en division nationale
| Championnat              | Saisons | J   | V  | N  | D  | Bp  | Bc  |
| ------------------------ | ------- | --- | -- | -- | -- | --- | --- |
| Championnat de France    | 0       | -   | -  | -  | -  | -   | -   |
| Championnat de France D2 | 0       | -   | -  | -  | -  | -   | -   |
| Championnat de France D3 | 2       | 60  | 13 | 22 | 25 | 55  | 108 |
| Championnat de France D4 | 4       | 104 | 42 | 29 | 33 | 156 | 140 |
| Championnat de France D5 | 0       | -   | -  | -  | -  | -   | -   |

### Bilan de l'US Mer par saison depuis 1973
| Saison    | Championnat             | Championnat | Championnat | Championnat | Championnat | Championnat | Championnat | Championnat | Championnat | Championnat | Coupe de France |
| Saison    | Division                | Class.      | Pts         | M           | V           | N           | D           | Bp          | Bc          | Diff        | Coupe de France |
| --------- | ----------------------- | ----------- | ----------- | ----------- | ----------- | ----------- | ----------- | ----------- | ----------- | ----------- | --------------- |
| 1972-1973 |                         |             |             |             |             |             |             |             |             |             |                 |
| 1973-1974 | PL Centre - Gr. Ouest   | 1er         |             |             |             |             |             |             |             |             |                 |
| 1974-1975 | PH Centre               |             |             |             |             |             |             |             |             |             |                 |
| 1975-1976 |                         |             |             |             |             |             |             |             |             |             |                 |
| 1976-1977 |                         |             |             |             |             |             |             |             |             |             |                 |
| 1977-1978 | PL Centre               |             |             |             |             |             |             |             |             |             |                 |
| 1978-1979 | PH Centre               | 2e          |             |             |             |             |             |             |             |             |                 |
| 1979-1980 | DH Centre               | 1er         | 55 pts      | 22          | 15          | 3           | 4           | 45          | 18          | +27         |                 |
| 1980-1981 | Division 4 Gr. B        | 2e/14       | 37 pts      | 26          | 14          | 9           | 3           | 48          | 21          | +27         |                 |
| 1981-1982 | Division 3 Centre-Ouest | 9e/16       | 30 pts      | 30          | 9           | 12          | 9           | 35          | 48          | -13         |                 |
| 1982-1983 | Division 3 Centre-Ouest | 15e/16      | 18 pts      | 30          | 4           | 10          | 16          | 20          | 60          | -40         |                 |
| 1983-1984 | Division 4 Gr. E        | 8e/14       | 26 pts      | 26          | 9           | 8           | 9           | 37          | 35          | +2          |                 |
| 1984-1985 | Division 4 Gr. E        | 5e/14       | 29 pts      | 26          | 11          | 7           | 8           | 38          | 34          | +4          |                 |
| 1985-1986 | Division 4 Gr. B        | 13e/14      | 21 pts      | 26          | 8           | 5           | 13          | 33          | 50          | -17         |                 |
| 1986-1987 | DH Centre               | 4e          | 31 pts      | 22          | 8           | 7           | 7           | 33          | 25          | +8          |                 |
| 1987-1988 | DH Centre               | 8e          | 30 pts      | 22          | 9           | 3           | 10          | 30          | 36          | -6          |                 |
| 1988-1989 | DH Centre               | 11e         | 14 pts      | 22          | 3           | 5           | 14          | 23          | 45          | -22         |                 |
| 1989-1990 | DH Centre               | 9e          | 22 pts      | 22          | 5           | 7           | 10          | 29          | 36          | -7          |                 |
| 1990-1991 | DH Centre               | 12e         | 8 pts       | 22          | 2           | 2           | 18          | 15          | 63          | -48         |                 |
| 1991-1992 | PH Centre               |             |             |             |             |             |             |             |             |             |                 |
| 1992-1993 | PH Centre               |             |             |             |             |             |             |             |             |             |                 |
| 1993-1994 | PL Centre               |             |             |             |             |             |             |             |             |             |                 |
| 1994-1995 | PL Centre               |             |             |             |             |             |             |             |             |             |                 |
| 1995-1996 | PL Centre               |             |             |             |             |             |             |             |             |             |                 |
| 1996-1997 | PH Centre               |             |             |             |             |             |             |             |             |             |                 |
| 1997-1998 | DHR Centre              |             |             |             |             |             |             |             |             |             |                 |
| 1998-1999 | DH Centre               | 11e/14      | 28 pts      | 26          | 8           | 4           | 14          | 30          | 39          | -9          |                 |
| 1999-2000 | DH Centre               | 8e/14       | 33 pts      | 26          | 9           | 6           | 11          | 48          | 61          | -13         |                 |
| 2000-2001 | DH Centre               | 8e/14       | 34 pts      | 26          | 8           | 10          | 8           | 43          | 45          | -2          |                 |
| 2001-2002 | DH Centre               | 13e/14      | 22 pts      | 26          | 7           | 1           | 18          | 37          | 67          | -30         |                 |
| 2002-2003 | DH Centre               | 11e/14      | 30 pts      | 26          | 8           | 6           | 12          | 39          | 40          | -1          |                 |
| 2003-2004 | DH Centre               | 14e/14      | 9 pts       | 26          | 2           | 3           | 21          | 23          | 77          | -54         |                 |
| 2004-2005 | DHR Centre              | 12e/12      |             |             |             |             |             |             |             |             |                 |
| 2005-2006 | PH Centre - Gr. A       |             |             |             |             |             |             |             |             |             |                 |
| 2006-2007 | PL Centre - Gr. D       |             |             |             |             |             |             |             |             |             |                 |
| 2007-2008 | PL Centre               | 10e/12      |             |             |             |             |             |             |             |             |                 |
| 2008-2009 | PL Centre - Gr. A       |             |             |             |             |             |             |             |             |             |                 |
| 2009-2010 | PL Centre               |             |             |             |             |             |             |             |             |             |                 |
| 2010-2011 | PL Centre - Gr. D       | 2e/12       | 42 pts      | 22          | 12          | 6           | 4           | 47          | 35          | +12         |                 |
| 2011-2012 | PL Centre - Gr. A       | 2e/12       | 40 pts      | 22          | 12          | 4           | 6           | 45          | 29          | +16         |                 |
| 2012-2013 | PH Centre - Gr. A       | 3e/12       | 46 pts      | 22          | 14          | 4           | 4           | 56          | 25          | +31         |                 |
| 2013-2014 | PH Centre - Gr. A       | 3e/12       | 36 pts      | 22          | 10          | 6           | 6           | 51          | 37          | +14         |                 |
| 2014-2015 | PH Centre - Gr. B       | 3e/12       | 45 pts      | 22          | 13          | 6           | 3           | 34          | 9           | +25         | 2e tour         |
| 2015-2016 | PH Centre - Gr. C       | 3e/12       | 42 pts      | 22          | 13          | 3           | 6           | 32          | 26          | +6          |                 |
| 2016-2017 | PH Centre - Gr. A       | 7e/12       | 26 pts      | 22          | 6           | 8           | 8           | 32          | 34          | -2          | 2e tour         |
| 2017-2018 | Régional 3 - Gr. A      | 5e/12       | 33 pts      | 22          | 10          | 3           | 9           | 60          | 44          | +16         | 1er tour        |
| 2018-2019 | Régional 3 - Gr. B      | 7e/12       | 31 pts      | 22          | 10          | 1           | 11          | 37          | 41          | -4          | 3e tour         |
| 2019-2020 | Régional 3 - Gr. B      | 5e/12       | 23 pts      | 15          | 7           | 2           | 6           | 24          | 19          | +5          | 2e tour         |
| 2020-2021 | Régional 3 - Gr. B      | 8e/13       | 3 pts       | 3           | 1           | 0           | 2           | 7           | 7           | 0           | 1er tour        |
| 2021-2022 | Régional 3 - Gr. B      | 1er/12      | 47 pts      | 22          | 15          | 2           | 5           | 53          | 29          | +24         | 3e tour         |
| 2022-2023 | Régional 2 - Gr. A      | 5e/12       | 34 pts      | 22          | 9           | 6           | 7           | 39          | 34          | +5          | 4e tour         |
| 2023-2024 | Régional 2 - Gr. B      | 5e/12       | 36 pts      | 22          | 10          | 5           | 7           | 43          | 37          | +6          | 3e tour         |
| 2024-2025 | Régional 2 - Gr. B      | 11e/12      | 21 pts      | 22          | 6           | 3           | 13          | 29          | 36          | -7          | 3e tour         |

## Personnalités du club

### Entraîneurs
- 1977-1983 :  Alain Michel
- 1983-1986 :  Jean-Marc Pernom